# جون كريد مور
جون كريد مور (بالإنجليزية: John Creed Moore)‏ هو ضابط أمريكي، ولد في 28 فبراير 1824 في مقاطعة هوكينز في الولايات المتحدة، وتوفي في 31 ديسمبر 1910 في مقاطعة كورييل في الولايات المتحدة.